# Talitrus hortulanus
Talitrus hortulanus är en kräftdjursart som beskrevs av William Thomas Calman 1912. Talitrus hortulanus ingår i släktet Talitrus och familjen tångloppor. Inga underarter finns listade i Catalogue of Life.